# Raimonds Vējonis
Raimonds Vējonis (Óblast de Pskov, URSS, 15 de juny de 1966) és un polític letó, militant del Partit Verd de Letònia, Ministre de Defensa entre 2014 i 2015, dins el primer Gabinet Straujuma, i que va continuar ocupant en el segon Gabinet Straujuma. President de Letònia entre 2015 i 2019.
Té un mestratge en Biologia de la Universitat de Letònia.